# BBC Radio Nottingham
BBC Radio Nottingham – brytyjska stacja radiowa należąca do publicznego nadawcy BBC i pełniąca w jego sieci rolę stacji lokalnej dla hrabstwa Nottinghamshire. Została uruchomiona 31 stycznia 1968, obecnie można jej słuchać w cyfrowym (DAB) i analogowym (FM, AM) przekazie naziemnym, a także w Internecie. 
Siedzibą stacji jest ośrodek BBC w Nottingham. Oprócz audycji własnych stacja transmituje również audycje ogólnokrajowego BBC Radio 5 Live, jak również siostrzanych stacji lokalnych BBC z Derby i Leeds. 